# Leeds College of Art and Design

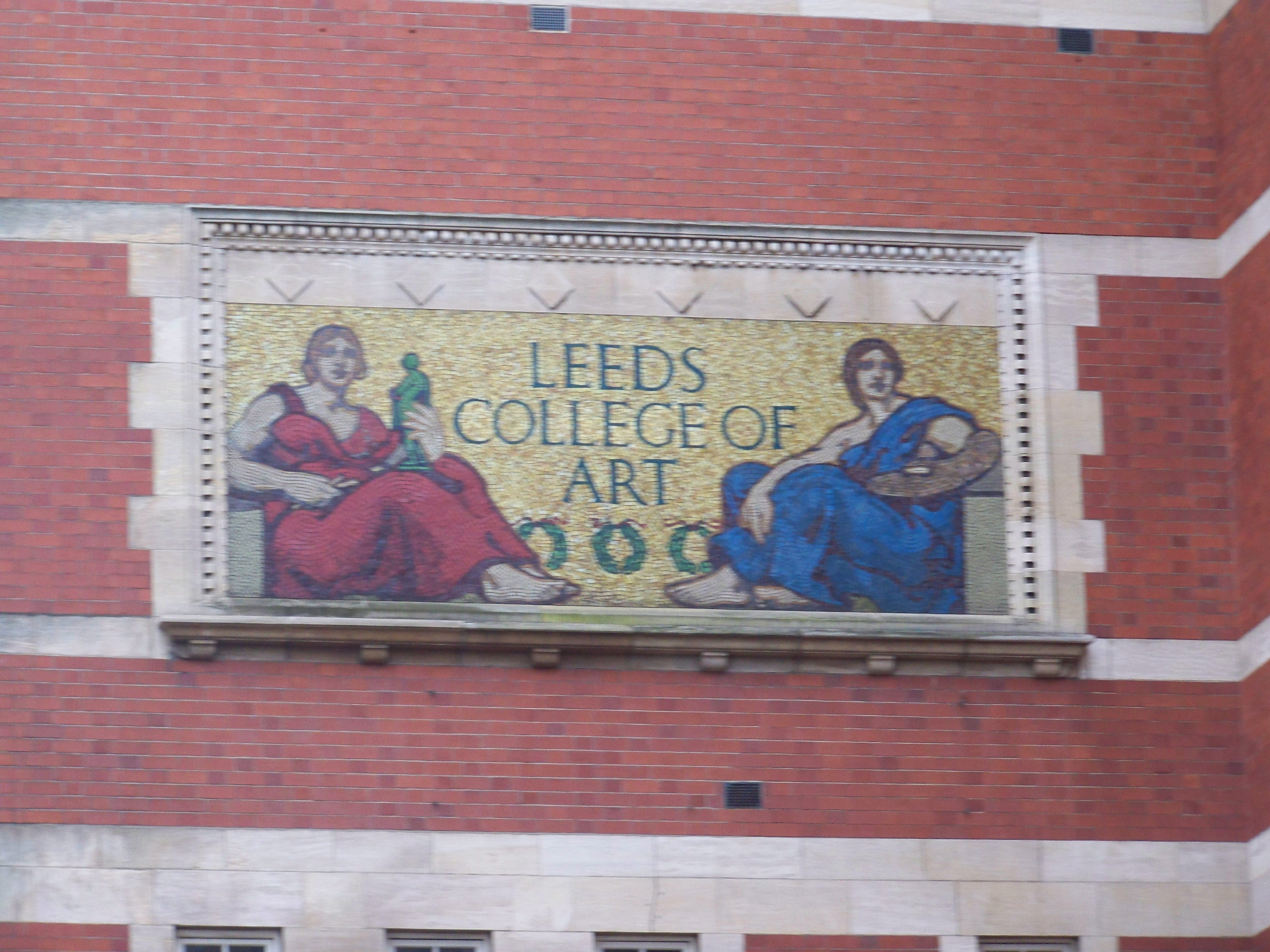
Leeds College of Art and Design

Leeds College of Art and Design est une école supérieure d'art, fondée en 1846, située dans la ville de Leeds dans le nord de l'Angleterre.

## Diplômés célèbres
- Paul Fryer, artiste plasticien
- Damien Hirst, lauréat du Turner Prize en 1995
- Patrick Hughes (artiste), artiste, peintre
- Henry Moore, sculpteur
- Bob Peck, acteur
- Ricky Wilson, chanteur du groupe de rock indépendant Kaiser Chiefs
- Tom Fazzini, musicien
- William Kenneth Armitage, sculpteur
- Trevor Winkfield, poète, essayiste, illustrateur, peintre